# Hofanlage Bardenfleth 29
Die Hofanlage Bardenfleth 29 in Elsfleth-Bardenfleth stammt aus dem 18. und 19. Jahrhundert. Aktuell (2023) wird sie wohl auch landwirtschaftlich genutzt.
Die Gebäude stehen unter Denkmalschutz (siehe auch Liste der Baudenkmale in Elsfleth).

## Beschreibung
Die Hofanlage auf einer Wurt mit tiefem Grundstück und mit großem Baumbestand besteht aus:
- dem eingeschossigen giebelständigen Wohn- und Wirtschaftsgebäude von 1767 (Inschrift) als Zweiständer-Hallenhaus in Fachwerk mit Steinausfachungen, mit reetgedecktem Krüppelwalmdach und Niedersachsengiebeln mit Grooten Door mit Korbbogen, das Dach an beiden Giebeln auf profilierten Knaggen vorkragend; die südliche Traufseite im Wohnteil wurde verändert,[2]
- der eingeschossigen giebelständigen Scheune vom Ende des 18. Jahrhunderts in Fachwerk und Ankerbalkenkonstruktion mit zum Teil Steinausfachungen aber überwiegend verbohlt, reetgedecktem Walmdach mit Niedersachsengiebeln und zwei Querdurchfahrten,[3]
- dem geschützten, zum Teil alten Baumbestand an der Straße und im hinteren Teil
- sowie weiteren nicht denkmalgeschützten Nebenanlagen.

Das Landesdenkmalamt befand: „… geschichtliche Bedeutung … als beispielhafte Hofanlage der 2. Hälfte des 18. Jhs.“